# Murti

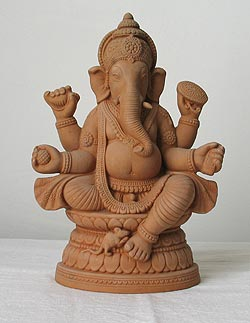
Um murti de Ganesh.

No Hinduísmo, Murti refere-se à imagem (pintura ou escultura) na qual manifesta-se (murta) um espirito divino. O hinduísmo considera um murti digno de culto quando se é invocado à divindade sobre ele com o propósito de oferecer veneração.
Assim, os hindus e alguns grupos no Budismo Mahayana vem ao murti durante o culto como um foco de devoção e meditação, Já textos medievais como o Pañcaratra recomendavam o ritual de Puja para converter uma imagem num ícone de devoção.
Os murtis são, às vezes, abstratos, mas pelo geral só se pode venerar a Rama, Kali, Nesha, etc, divindades conhecidas e populares.
Os murtis são o seguimento das inscrições dos Silpa Sastras.
As práticas de devoção (Bhakti) são centradas no cultivo de uma união no amor com Deus podem incluir a veneração de murtis, ainda que algumas ramas hindus como a Arya Samaj, rejeita o culto às imagens.
Dize-se que a presença de murtis em templos hindus provem de uma forma mística de comunicação com os Devas (Deuses). Seguindo as palavras do Satguru Sivaya Subramuniyaswami: "Esta comunicação é similar à habilidade de comunicar-se por um telefone. Um não fala ao telefone, mas que é uma via para conectar com outra pessoa. Sem o telefone não é possível ter uma conversação a distância e da mesma forma, sem a imagem santificada não é possível facilmente falar com uma divindade".